# Приречные ручейники
Приречные ручейники (лат. Philopotamidae) — семейство ручейников подотряда Annulipalpia.

## Распространение
Повсеместно. В Австралии 2 рода и 58 видов. В России 5 родов и 16 видов.

## Описание
Тёмноокрашенные (чёрноватые, серо-бурые) ручейники средних и мелких размеров (размах крыльев 12—20 мм). Длина тела 4—9 мм. Имеются оцеллии. Нижнечелюстные щупики состоят из 5 сегментов с коротким первым члеником. Личинки живут под камнями на дне водоёмов с быстрым водотоком.

## Палеонтология
В ископаемом состоянии известны, начиная с триаса. Также представители семейства найдены в средней юре Сибири и Китая, в раннем мелу Забайкалья и других мезозойских отложениях, а также в ровенском и балтийском янтарях.

## Систематика
3 подсемейства. Большая часть видов относится к двум крупнейшим родам Chimarra (более 950 видов) и Wormaldia (175).
- Подсемейство Chimarrinae
  - Chimarra — более 950 видов[7][8][9][10].
  - Chimarrhodella
  - †Electracanthinus
- Подсемейство Paulianodinae
  - Paulianodes
- Подсемейство Philopotaminae
  - Alterosa
  - †Archiphilopotamus
  - †Arkharia
  - †Baga
  - Cabreraia
  - Cryptobiosella
  - Doloclanes
  - Dolomyia
  - Dolophilodes
  - Dolopsyche
  - Edidiehlia
  - Fumonta
  - Gunungiella
  - Hydrobiosella
  - Kisaura
  - Neobiosella
  - Philopotamus
  - †Prophilopotamus
  - Sisko
  - Sortosa
  - Thylakion
  - †Ulmerodina
  - Wormaldia — 175 видов[6].
  - Xenobiosella